# Kościerzyna
Kościerzyna là một thị trấn thuộc huyện Kościerski, tỉnh Pomorskie ở bắc Ba Lan. Thị trấn có diện tích 16 km². Đến ngày 1 tháng 1 năm 2011, dân số của thị trấn là 23138 người và mật độ 1459 người/km².